# Élection présidentielle colombienne de 2014
L'élection présidentielle colombienne de 2014 est une élection présidentielle dont le premier tour se déroule le 25 mai en Colombie, après les élections législatives, afin d'élire le président et le vice-président de la république de Colombie. Au second tour le 15 juin, Juan Manuel Santos est réélu avec 50,9 % des voix face à Óscar Iván Zuluaga. La campagne électorale génère de nombreuses controverses afférentes aux deux principaux candidats, autour d'accusations de financements illégaux, d'espionnage et de corruption.

## Déclarations des candidatures

### Juan Manuel Santos
Conformément à la loi, le président en exercice, Juan Manuel Santos, devait déclarer avant le 25 novembre 2013 (six mois avant la date d'élection) s'il se présentait de nouveau pour être président. Des spéculations sur sa représentation éventuelle ont été émises. Ainsi, le 20 novembre, Santos a déclaré publiquement son intention de se présenter de nouveau à l'élection présidentielle, faisant valoir la conclusion réussie des pourparlers de paix avec les FARC comme l'un des principaux facteurs pour prétendre à un second mandat,,. Sa candidature est appuyée à l'unanimité par les trois partis composant la coalition gouvernementale Unidad Nacional : le parti social d'unité nationale (plus souvent appelé Parti de la U) dont il fait partie, le parti libéral colombien et Changement Radical. Le lendemain, Garzón déclare qu'il ne briguerait pas sa réélection en tant que vice-président,. Le 24 février, Santos confirme que Vargas Lleras serait son colistier pour cette élection,.

### Óscar Iván Zuluaga
En désaccord avec l'approche plus conciliante de Santos avec les FARC, Álvaro Uribe quitte le Parti de la U pour fonder le Centre démocratique en janvier 2013 avec son ancien vice-président Francisco Santos (cousin du président Juan Manuel Santos) et d'autres alliés proches qui étaient également au Parti de la U. À la suite de la convention du 24-25 octobre 2013 de ce nouveau parti, il est décidé que l'ex-ministre des Finances Óscar Iván Zuluaga serait leur candidat pour cette élection présidentielle, devançant Francisco Santos et Carlos Holmes Trujillo,. Ce choix surprend certains observateurs, puisque Zuluaga était jusque-là quasi inconnu de la population. Le 28 février 2014, Trujillo est nommé vice-président colistier de Zuluaga,.

### Clara López
D'abord militante libérale, puis de l'Union patriotique (raison pour laquelle elle s'était exilée durant une période au Venezuela, à la suite de la répression qui avait ensanglanté ce parti), Clara López est choisie pour représenter l'alliance entre le Pôle démocratique alternatif et l'Union patriotique à l’élection présidentielle. Elle fait figure de seule candidate de gauche et entend notamment promouvoir les thèmes sociaux dans la campagne électorale.

## Campagne et controverses
La couverture médiatique qui recouvre la campagne reste essentiellement focalisée sur la confrontation le président Santos, légèrement favori des sondages, et Zuluaga, soutenu par l'ancien Président Uribe, resté influent dans le pays. Tout au long de la campagne le principal thème abordé aura été les négociations encours avec les rebelles des FARC, très critiquées par le camp d'Uribe, qui accuse le Président d’être « communiste » et « castro-chaviste », et de se préparer à nommer un guérillero « ministre de la Sécurité nationale ».
En mars Juan Manuel Santos est sujet à des fuites urinaires au cours d'un discours électoral, ce qui entraine des moqueries sur les réseaux sociaux et le contraint à justifier son état de santé .
Au début du mois de mai un important scandale secoue la campagne lorsque le journaliste Daniel Coronell, dans l’hebdomadaire Semana, fait savoir que Juan José Rendón, le principal conseiller de Santos, aurait perçu 12 millions de dollars du groupe criminel des Rastrojos (en) pour négocier la reddition de leurs chefs sous conditions trois ans auparavant. Celui-ci abandonne ses fonctions auprès de Santos dans les jours qui suivent .
Dès le 5 mai un nouveau scandale se produit, mais affecte cette fois-ci la campagne de Zuluaga. Un hacker, du nom d'Andrés Sepúlveda, est arrêté à Bogotá pour avoir espionné les négociations de La Havane dans l'intention de les saboter. Dans les neuf ordinateurs et cinq disques durs saisis sont également découverts des courriels personnels du président de la République ainsi que des documents secrets des services de renseignements de l’armée et de la section des enquêtes criminelles de la Police métropolitaine de Bogotá. Le directeur de campagne de Zuluaga, Luis Alfonso Hoyos, est à son tour forcé à la démission pour ses relations immédiatement révélées avec le hacker mais le candidat lui-même nie tout lien personnel avec ce dernier. Finalement, le 18, parait un enregistrement réalisé par téléphone portable fin avril, dans lequel Sepúlveda tient Zuluaga informé de ses avancées.
Dans le cadre du scandale de corruption Odebrecht, des soupçons apparaissent en 2017 quant au financement de la campagne présidentielle de Juan Manuel Santos. Le procureur général de la Nation fait état du témoignage d’une personne impliquée dans le scandale Odebrecht, le député Otto Bula, un proche du frère d'Álvaro Uribe : selon lui, la campagne de Santos a bénéficié d'un million de dollars de l'entreprise de BTP brésilienne, qui proposait des financement occultes à des personnalités politiques contre des contrats publics,,. Jusqu’alors, le scandale Odebrecht éclaboussait particulièrement le parti politique d'Alvaro Uribe. À la suite des déclarations du procureur, Otto Bula lui-même réfute ses conclusions et affirme que cet argent a été destiné à un proche du directeur de campagne de Santos, et non pas à un financement occulte. Deux dirigeants d'Odebrecht impliqués dans l'affaire réfutent également avoir ordonné le financement de sa campagne, alors que le président de la branche colombienne du groupe confirme au contraire ces accusations. Juan Manuel Santos affirme de son côté que le financement de sa campagne était entièrement couvert par un prêt bancaire accordé par Bancolombia, et remboursé après l'élection grâce aux remboursements de frais prévus pour les candidats qui atteignent le second tour de l'élection. L'affaire est étudiée par le Conseil national électoral, qui étudie les comptes de campagne. Dans une autre affaire, le principal conseiller de Santos pour sa campagne présidentielle doit démissionner après des révélations sur ses relations avec des groupes criminels. La campagne d'Óscar Iván Zuluaga, bien qu'aucun montant n'ait été précisé, est elle aussi l'objet d'investigations.
| Noms                | Noms                                     | Commentaires                       |
| ------------------- | ---------------------------------------- | ---------------------------------- |
| Juan Manuel Santos  | Juan Manuel Santos (PSUN)                | Candidature : le 20 novembre 2013. |
|                     | Clara López (PDA)                        | Candidature : le 9 novembre 2013.  |
|                     | Óscar Iván Zuluaga (CD)                  | Candidature : le 26 octobre 2013.  |
| Enrique Peñalosa    | Enrique Peñalosa (PV)                    | Candidature : le 10 mars 2014.     |
| Marta Lucía Ramírez | Marta Lucía Ramírez (Parti conservateur) | Candidature : 26 janvier 2014.     |

## Résultats
|                          |                          |                                                             | Premier tour | Premier tour | Second tour | Second tour |
| ------------------------ | ------------------------ | ----------------------------------------------------------- | ------------ | ------------ | ----------- | ----------- |
| Inscrits                 | Inscrits                 | Inscrits                                                    | 13 216 402   |              | 15 794 940  |             |
| Abstentions              | Abstentions              | Abstentions                                                 | 364 752      | 2,76 %       | 453 557     | 2,87 %      |
| Votants                  | Votants                  | Votants                                                     | 12 851 650   | 97,24 %      | 15 341 383  | 97,13 %     |
|                          |                          |                                                             |              |              |             |             |
| Bulletins enregistrés    | Bulletins enregistrés    | Bulletins enregistrés                                       | 12 851 650   |              | 15 341 383  |             |
| Bulletins blancs ou nuls | Bulletins blancs ou nuls | Bulletins blancs ou nuls                                    | 0            | 0 %          | 0           | 0 %         |
| Suffrages exprimés       | Suffrages exprimés       | Suffrages exprimés                                          | 12 851 650   | 100 %        | 15 341 383  | 100 %       |
|                          |                          |                                                             |              |              |             |             |
|                          | Candidat                 | Parti                                                       | Suffrages    | Pourcentage  | Suffrages   | Pourcentage |
|                          | Óscar Iván Zuluaga       | Centre démocratique (Centro Democrático)                    | 3 759 971    | 29,26 %      | 6 905 001   | 45,01 %     |
|                          | Juan Manuel Santos       | Parti social d'unité nationale (Partido de «la U»)          | 3 301 815    | 25,69 %      | 7 816 986   | 50,95 %     |
|                          | Marta Lucía Ramírez      | Parti conservateur (Partido Conservador Colombiano)         | 1 995 698    | 15,53 %      |             |             |
|                          | Clara López              | Pôle démocratique alternatif (Polo Democrático Alternativo) | 1 958 414    | 15,24 %      |             |             |
|                          | Enrique Peñalosa         | Parti vert (Partido Verde Colombiano)                       | 1 065 142    | 8,29 %       |             |             |
|                          | Votes blancs             | -                                                           | 770 610      | 6 %          | 619 396     | 4,04 %      |